# Het ei van Ko

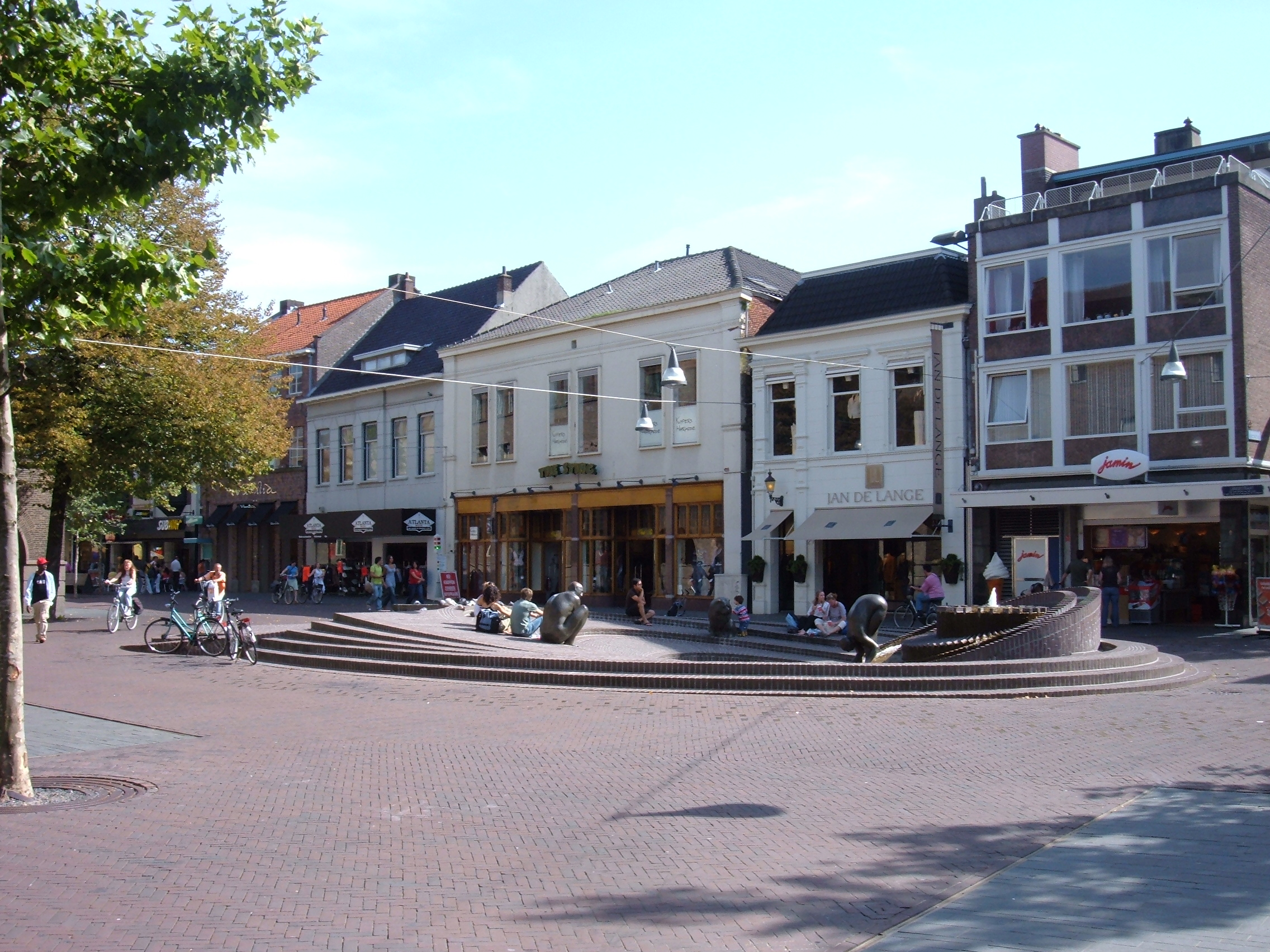
Het ei van Ko

Het ei van Ko is een kunstwerk in het centrum van de Nederlandse stad Enschede. De ontwerper, kunstenaar Joop Hekman, gaf het geen naam maar de gemeente Enschede noemt het De familie. Door de burgerij werd de ovale van baksteen gemetselde constructie met beeldengroep na de plaatsing in 1984 onmiddellijk Het ei van Ko genoemd, naar de toenmalige burgemeester Ko Wierenga.
Het kunstwerk aan de Langestraat voor het stadhuis van Enschede is opgebouwd uit verschillende ellipsen.
Bij een waterpartij is een bijna levensgrote familiegroep in brons gesitueerd bestaande uit man, vrouw, kind en hond. Het geheel meet zo'n 22 bij 12 meter en is 1,50 meter hoog. De vorm van het kunstwerk komt overeen met de plattegrond van de binnenstad binnen de voormalige stadsgrachten. Voor de hond heeft de chowchow van de kunstenaar model gestaan.
Het kunstwerk is een van de bekendste plekken van Enschede. Vooral in de zomer is het een geliefd punt waar mensen elkaar ontmoeten, een ijsje eten of naar een straatmuzikant luisteren. Kinderen spelen er graag met het water.
Bij de vernieuwing van de bestrating in het centrum in 2004 is het Het ei van Ko geheel gerestaureerd. In 2013 was opnieuw grootonderhoud noodzakelijk. De toestand van het metselwerk was onder andere door weersinvloeden zeer slecht geworden.